# Полтавец, Нина Гавриловна
Нина Гавриловна Полтавец (5 октября 1932, село Рязановка, Кустанайский район, Кустанайская область, Казахская ССР — июнь 2016, Сызрань, Самарская область) — учитель начальных классов средней школы № 12 имени Максима Горького в городе Кустанай, Казахская ССР. Герой Социалистического Труда (1978). Депутат Верховного Совета Казахской ССР 10-го созыва.

## Биография
Родилась в 1932 году в крестьянской семье в селе Рязановка Кустанайского района. Детство и юность провела в селе Боровской Мендыкаринского района. Здесь же начала свою педагогическую деятельность, участвуя пионервожатой в пионерском движении. В 1952 году окончила Мендыкаринское педагогическое училище по специальности «учитель начальных классов». Член КПСС, была секретарём партийной организации школы № 12.
С 1963 года — учитель начальных классов средней школы № 12 имени Максима Горького в Кустанае. Указом Президиума Верховного Совета СССР от 27 июня 1978 года удостоена звания Героя Социалистического Труда за «большие заслуги в деле обучения и коммунистического воспитания учащихся» с вручением ордена Ленина и золотой медали «Серп и Молот» (№ 19096).
Была членом комиссии по народному образованию при Кустанайском облисполкоме и обкоме Клмпартии Казахстана.
Избиралась членом Кустанайского горкома партии Казахстана, депутатом Кустанайского городского Совета депутатов трудящихся, делегатом Всесоюзного съезда учителей (1978), делегатом V съезда Компартии Казахстана (1980), депутатом Верховного Совета Казахской ССР 10-го созыва от Бауновского избирательного округа Кустанайской области (1980—1985), членом Президиума Верховного Совета Казахской ССР.
Работала учителем начальных классов до выхода на пенсию в 2003 году. Проживала в Костанае, затем переехала к своему сыну в Сызрань, где умерла в июне 2016 года.

## Награды
- Герой Социалистического Труда
- Орден Ленина
- Орден Трудового Красного Знамени (20.07.1971)
- Почётный гражданин Костаная (01.10.2009)
- Отличник просвещения Казахской ССР